# Cathédrale Notre-Dame-de-la-Visitation de Szombathely
La cathédrale Notre-Dame-de-la-Visitation de Szombathely (en hongrois : szombathelyi Sarlós Boldogasszony székesegyház) est l'église cathédrale catholique romaine située à Szombathely. Elle est le siège du diocèse de Szombathely dans l'Ouest de la Hongrie. Elle compte parmi les plus grandes églises du pays.

## Histoire, architecture et décoration
Avec la création de l'évêché en 1777, la construction d'une cathédrale propre est devenue nécessaire. Dans un style baroque-classique, elle a commencé en 1791 et s'est achevée en 1797. Les travaux à l'intérieur durèrent toutefois jusqu'en 1814. La cathédrale de la Visitation est située sur l'ancien forum de l'ancienne ville romaine de Savaria. L'architecte autrichien Melchior Hefele a été chargé de sa conception.

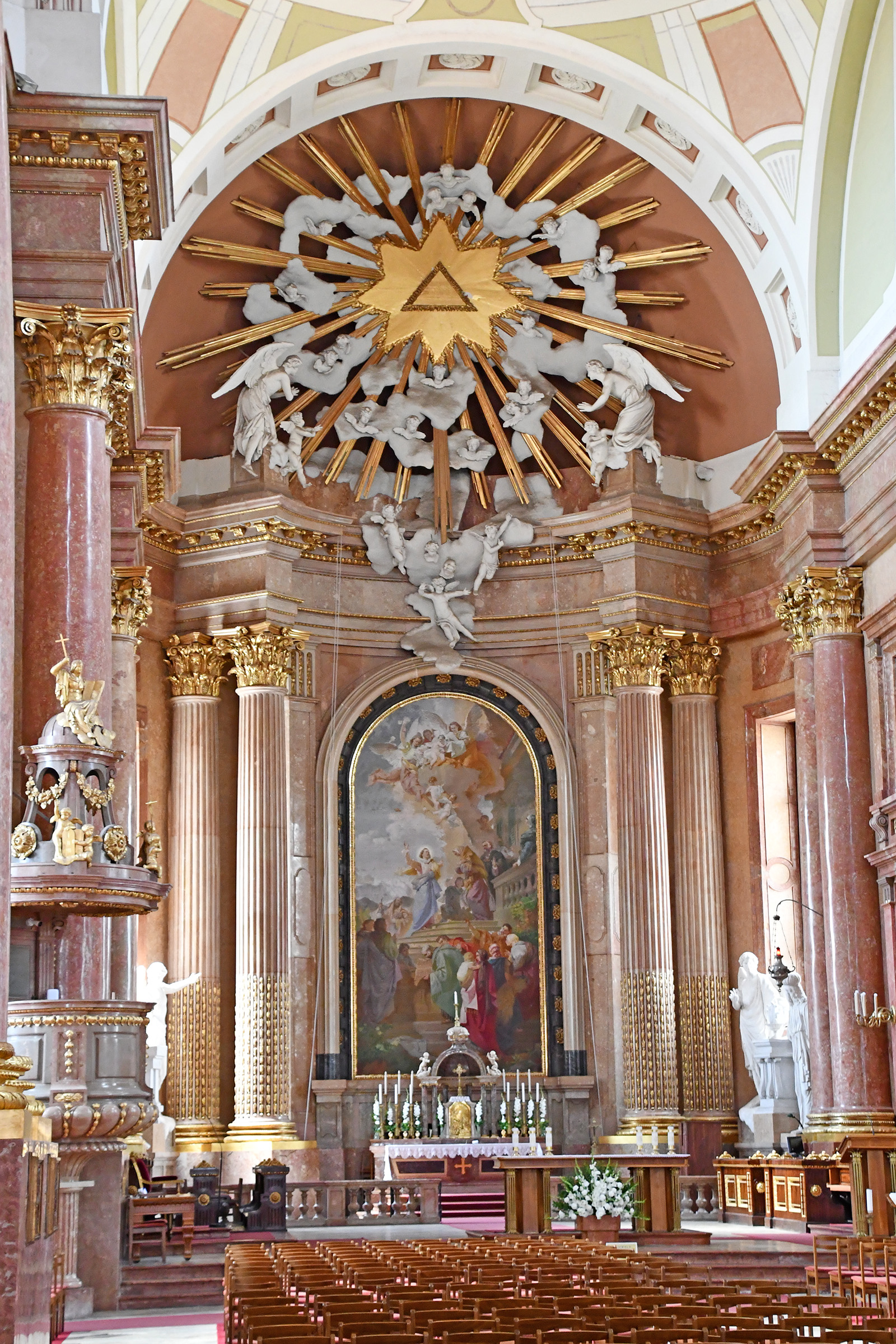
Le chœur et le maître-autel.

La cathédrale est une église à nef unique, traversée en son milieu par un transept. La nef est bordée de chapelles latérales, encadrées de colonnes, qui tiennent lieu de nefs latérales. La façade du portail à l'est est flanquée de deux clochers élancés. La cathédrale peut accueillir jusqu'à 5000 personnes, ce qui en fait l'une des plus grandes églises de Hongrie.
L'intérieur abritait des fresques et des stucs de Franz Anton Maulbertsch. Pendant la Seconde Guerre mondiale, les Alliés ont largué des bombes sur la ville le 4 mars 1945, qui ont détruit la cathédrale. Elle a été reconstruite sous une forme nettement simplifiée, mais sans la magnifique décoration intérieure qui existait auparavant.